# テー・オー・ダブリュー
株式会社テー・オー・ダブリューは、日本のプロモーション/イベント企画運営会社。

## 概要
1976年7月に有限会社テー・オー・ダブリューとして設立された。1989年3月に株式会社テー・オー・ダブリューに改組。2000年7月にジャスダック証券取引所に株式を上場した。2007年6月に東京証券取引所市場第二部に昇格、2008年6月には東京証券取引所市場第一部に昇格した。
設立以来、イベントに関する企画・制作・運営・演出・管理等の業務を行っている。
2020年6月末現在の資本金は9億4,899万円、取締役会長は川村治、代表取締役社長兼最高経営責任者 (CEO)は秋本道弘。従業員数は217名。

## 主な事業

### 関連事業
- 2019年新型コロナウイルス感染症の流行に伴う経済産業省中小企業庁による持続化給付金事業の一部を、サービスデザイン推進協議会、電通、そして電通ライブを通して再々々受託していた[3]。これに引き続き、同中小企業庁による家賃支援給付金事業の受託に絡む私的独占の禁止及び公正取引の確保に関する法律（独占禁止法）違反・下請代金支払遅延等防止法（下請法）違反問題で、同社社員等が関与していたことが判明した。詳細は電通#家賃支援給付金事業の受託をめぐる問題を参照[4]。

## 拠点
本社
- 東京都港区虎ノ門4-3-13 ヒューリック神谷町ビル3F

関西支社
- 大阪市北区堂島浜1-4-4 アクア堂島東館18F

名古屋支社
- 愛知県名古屋市中区錦3-7-15 名古屋DICビル

## 関係会社
- ティー・ツー・クリエイティブ

## 上場
- 東証スタンダード市場
上場（証券コードは4767）